# 長橈側手根伸筋
長橈側手根伸筋（ちょうとうそくしゅこんしんきん、英語: extensor carpi radialis longus muscle）は人間の上肢の筋肉で手関節の背屈、橈屈を行う。
上腕骨外側上顆から起こり、第2中手骨底背側で停止する。